# Harihara

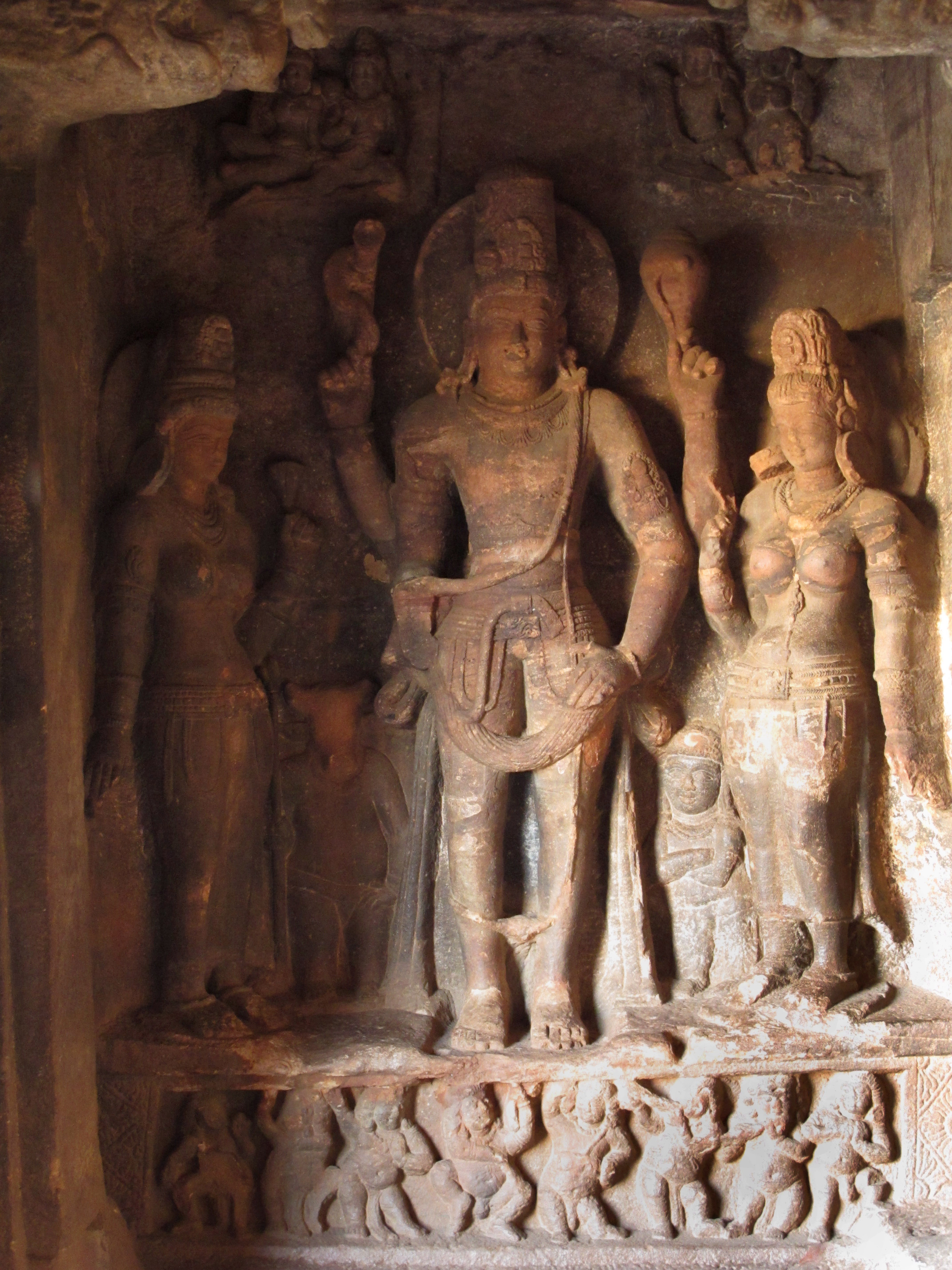
Harihara (Grotte 3 de Badami, VIe siècle)

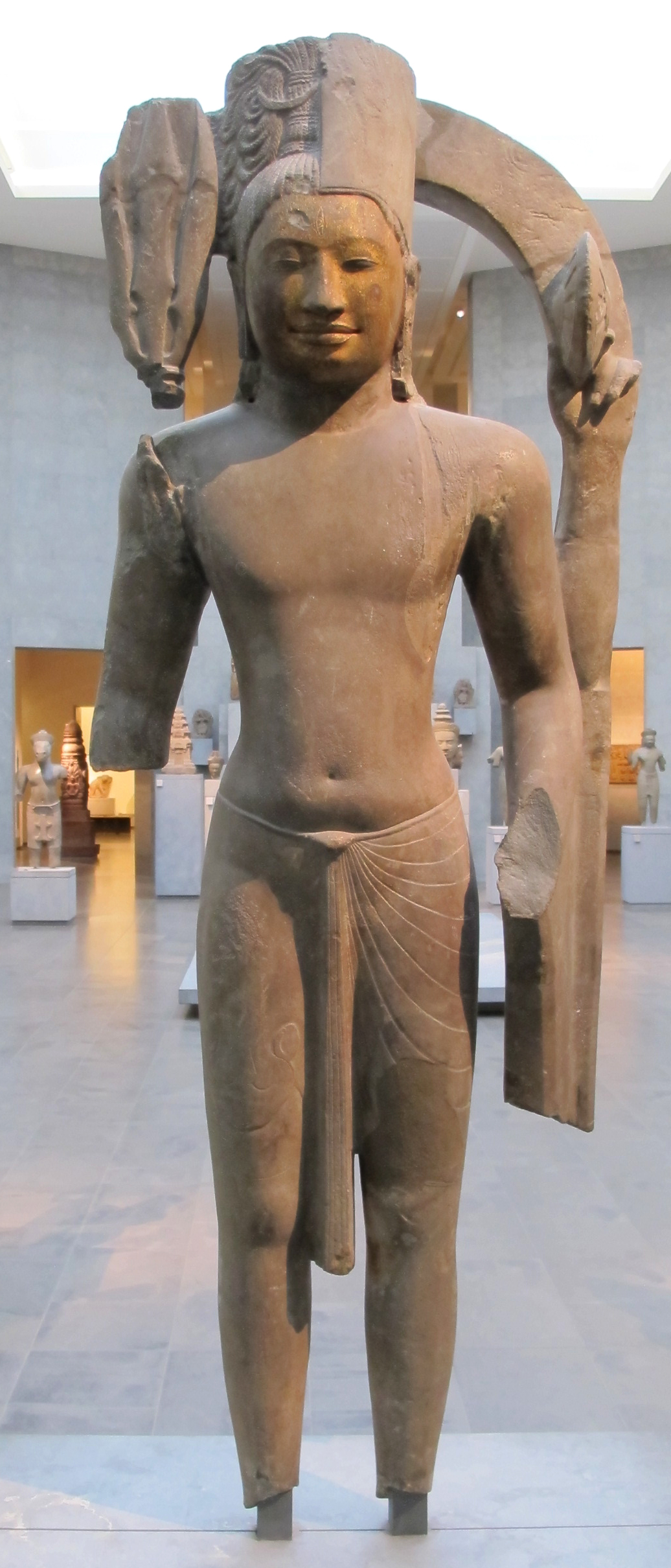
Harihara. Province de Takeo. Cambodge, fin. Grès. H. 173 cm. Musée Guimet, Paris

Dans l'hindouisme, Harihara est le nom donné à la divinité combinant les caractéristiques des dieux de la Trimurti Vishnou et Shiva.

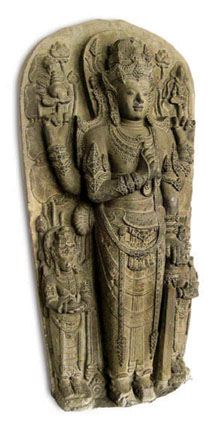
Statue de Harihara provenant du temple de Java oriental en Indonésie (XIVe siècle)

Le nom de la divinité est composé des épithètes respectifs de ces deux dieux, Hari faisant référence à Vishnou, Hara à Shiva. Le nom Shankaranarayana est aussi donné à ce concept du panthéon hindou.
Cette forme souligne le fait que les deux divinités ne sont qu'une même entité, le divin sous sa forme suprême dont les dieux ne sont que différents aspects. 
Dans l'iconographie, Harihara est représenté avec les particularités de chacun des dieux, un peu à la manière de Ardhanari : une moitié du corps porte la tiare et le chakra ou la conque (shankha) propres à Vishnou; l'autre moitié est coiffée du chignon d'ascète, porte le troisième œil, la peau de bête et le trident (trishula) ou la hache (parashu), propres à Shiva.
Peu présente en Inde même, cette représentation a en revanche connu un grand succès au Cambodge à l'époque pré-angkorienne et angkorienne.